# Cleomenes chryseus
Cleomenes chryseus là một loài bọ cánh cứng trong họ Cerambycidae.